# Соборний район
Собо́рний райо́н — один з восьми районів Дніпра. Повністю розташований на правому березі річки Дніпра. Площа району становить 4409,3 га. Населення становить 169 тисяч осіб.
У районі розміщені майже всі вищі навчальні заклади Дніпра. Вважається найпрестижнішим і найчистішим районом міста.

## Історія
У серпні 1935 року Дніпропетровський обком КП(б)У та облвиконком приймають рішення про створення в м. Дніпропетровськ Жовтневого району за рахунок розукрупнення Кіровського (колишнього Центрально-Нагірного) та Красногвардійського (колишній Фабрично-Заводський) районів міста.
15 березня 1936 року це рішення затверджується Президією Центрального Виконавчого Комітету УРСР.
Розпорядженням Дніпропетровського міського голови № 897-р від 26 листопада 2015 року Жовтневий район перейменовано на Соборний.

## Населення

### Мовний склад
Рідна мова населення за даними перепису 2001 року:
| Мова       | Чисельність, осіб | Доля     |
| ---------- | ----------------- | -------- |
| Українська | 66 009            | 39,37 %  |
| Російська  | 99 665            | 59,45 %  |
| Інше       | 1 971             | 1,18 %   |
| Разом      | 167 645           | 100,00 % |

## Підрозділи району
Північну частину району займає Нагірний і Табірний райони міста. Вони лежать на головному з трьох пагорбів, на яких був побудований Дніпро. Найпустіше місце цих двох районів було початковим майданчиком розбудови Катеринослава. Підгорне село Половиця було включене у план забудови майже без зміни вуличної сітки.
Південніше Табірного вздовж проспекту Гагаріна (колишня Табірна вулиця) у 1960-ті роки побудований район «Вузівський».
Далі понад Дніпром лежать старі козацькі села-сучасні райони: Мандриківка і Лоцкам'янка (Лоцманська Кам'янка). З 1970-их років частково на землях цих сіл і частково на намивній території почали будувати житловий район «Перемога». Над ними, на пагорбі побудований житловий район «Сокіл».

## Пам'ятки та цікаві місця

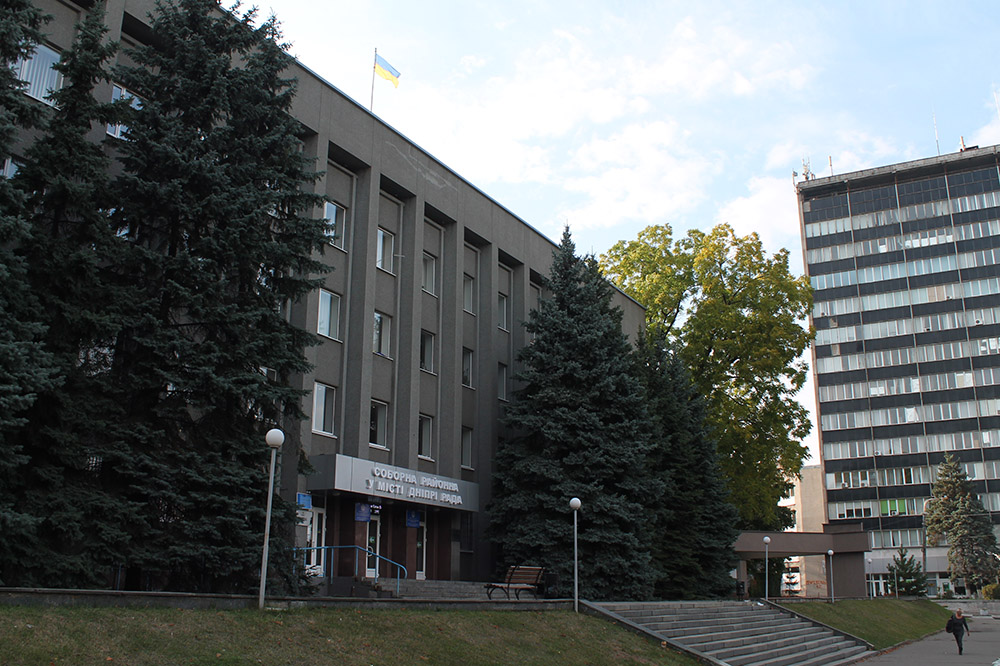
Будівля районної ради

- Історичний музей ім. Д.І. Яворницького
- Меморіальний будинок-музей Дмитра Яворницького
- Парк імені Тараса Шевченка
- Монастирський острів
- Церква Св. Миколая на Монастирському острові
- Спасо-Преображенський собор
- Діорама «Битва за Дніпро» та Музей АТО
- Національний гірничий університет України

## Герб району

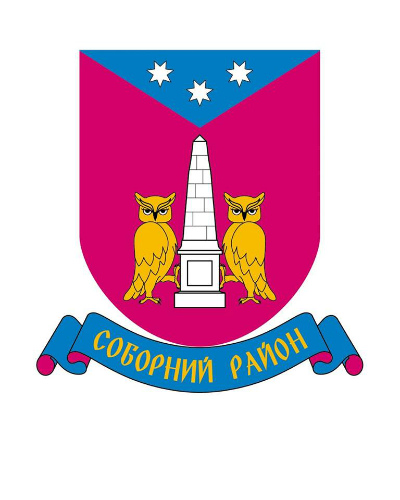
Елементи сучасного герба району тісно переплетені з історичними аспектами життєдіяльності на його території.

У 2016 році було проведено конкурс зі створення нового герба Соборного району. У результаті район отримав новий яскравий, пам'ятливий символ.
Елементи сучасного герба району тісно переплетені з історичними аспектами життєдіяльності на його території:
- срібний обеліск уособлює найстарішу кам'яну споруду та першу історико-архітектурну пам'ятку Дніпра — так звану «царицину милю»;
- сови — птахи, що є символом мудрості, освіти та знань, уособлюють розташовані на території Соборного району вищі навчальні заклади міста та всесвітньо відомі науково-дослідні інститути; друга сова символізує найстарішу дніпровську ландшафтну пам'ятку — теперішній парк культури та відпочинку ім. Т.Г. Шевченка, який є визнаною прикрасою міста і району;
- срібні зірки — аналогічно до зірок, зображених на гербі Дніпра, вказують на територіальну приналежність Соборного району до нашого міста;
- пурпуровий (малиновий) колір герба символізує шляхетність, гідність і владу, оскільки в історичному минулому на території району проживали найвизначніші жителі міста та представники влади;
- синій колір втілює річку Дніпро, уздовж берега якої територія району простяглася майже на 10 км;
- золото у гербі — символ славних здобутків і подій, на які багата історія району, добробуту його мешканців, їхнього душевного багатства та щирості.

## Голови району
- 1965–1969 роки — Григорій Григорович Гапоненко;
- 1969–1973 роки — Ілля Селіверстович Куницький;
- 1973–1977 роки — Анатолій Петрович Воловик;
- 1977–1982 роки — Валентин Федорович Литвенков;
- 1982–1983 роки — Євген Максимович Логінов;
- 1983–1985 роки — Борис Іванович Холод;
- 1985–1987 роки — Геннадій Олексійович Безчасний;
- 1987–1990 роки — Віталій Григорович Жмуренко;
- 1990–1991 роки — Петро Михайлович Трохименко;
- 1991–1994 роки — Юрій Іванович Піняєв;
- 1994–2001 роки — Сергій Анатолійович Бичков;
- 2001–2012 роки — Вікторія Федорівна Лукашова;
- 2012–2015 роки — Антон Кирилович Жосуль;
- 2015–2020 роки — Артем Сергійович Тімарєв;